# Гринворд (Минесота)
Гринворд (енгл. Greenwald) град је у америчкој савезној држави Минесота.

## Демографија
По попису из 2010. године број становника је 222, што је 21 (10,4%) становника више него 2000. године.
| Група             | 2000.        | 2010.       |
| Белци             | 201 (100,0%) | 220 (99,1%) |
| Афроамериканци    | 0 (0,0%)     | 0 (0,0%)    |
| Азијати           | 0 (0,0%)     | 0 (0,0%)    |
| Хиспаноамериканци | 0 (0,0%)     | 2 (0,9%)    |
| Укупно            | 201          | 222         |